# Districte d'Angers
El Districte d'Angers és un dels quatre districtes amb què es divideix el departament francès del Maine i Loira, a la regió del País del Loira. Té 17 cantons i 112 municipis. El cap del districte és la prefectura d'Angers.

## Cantons
cantó d'Angers-Centre - cantó d'Angers-Est - cantó d'Angers-Nord - cantó d'Angers-Nord-Est - cantó d'Angers-Nord-Oest - cantó d'Angers-Oest - cantó d'Angers-Sud - cantó d'Angers-Trélazé - cantó de Beaufort-en-Vallée - cantó de Chalonnes-sur-Loire - cantó de Durtal - cantó de Le Louroux-Béconnais - cantó de Les Ponts-de-Cé - cantó de Saint-Georges-sur-Loire - cantó de Seiches-sur-le-Loir - cantó de Thouarcé - cantó de Tiercé